# Acuminochernes crassopalpus
Acuminochernes crassopalpus är en spindeldjursart som först beskrevs av Clarence Clayton Hoff 1945.  Acuminochernes crassopalpus ingår i släktet Acuminochernes och familjen blindklokrypare. Inga underarter finns listade i Catalogue of Life.